# Якуб Тосік
Якуб Тосік (пол. Jakub Tosik, нар. 21 травня 1987, Зелюв) — польський футболіст, півзахисник.

## Клубна кар'єра
У дорослому футболі дебютував 2004 року виступами за ГКС (Белхатув), в якому провів шість сезонів, взявши участь у 34 матчах чемпіонату.
Своєю грою за цю команду привернув увагу представників тренерського штабу «Полонії», до складу якого приєднався 2010 року. Відіграв за команду з Варшави наступні два сезони своєї ігрової кар'єри.
До складу клубу «Карпати» (Львів) приєднався влітку 2012 року на правах вільного агента. Проте, відігравши за «зелено-білих» лише 4 матчі, Якуб через незадовільні результати був переведений в молодіжну команду, де до кінця року зіграв ще шість матчів, після чого зі скандалом покинув львівський клуб.
На початку 2013 року повернувся в «Полонію».

## Виступи за збірну
Виступав за юнацьку збірну Польщі. 2006 року взяв участь у домашньому чемпіонаті Європи серед юнаків до 19 років. 
Дебютував за національну збірну Польщі 17 січня 2010 року в товариській грі зі збірною Данії. 23 січня того ж року він вийшов на заміну в зустрічі з Сингапуром. Після того до лав збірної більше не викликався.

## Титули та досягнення
- Чемпіонат Польщі:
  - срібний призер (1): 2007
- Кубок Ліги Польщі:
  - фіналіст (1): 2007
- Суперкубок Польщі:
  - фіналіст (1): 2007

| Дата       | Місто           | Господарі | Результат | Гості  | Турнір           | Голи | Примітки |
| ---------- | --------------- | --------- | --------- | ------ | ---------------- | ---- | -------- |
| 17/01/2010 | Накхонратчасіма | Данія     | 3 – 1     | Польща | товариський матч | -    |          |
| 23/01/2010 | Накхонратчасіма | Сінгапур  | 1 – 6     | Польща | товариський матч | -    |          |
| Усього     |                 | Матчів    | 2         |        | Голів            | 0    |          |